# بورلی پارک، نیو ساوت ولز
بورلی پارک (به انگلیسی: Beverley Park) یک حومه شهر در استرالیا است که در نیو ساوت ولز واقع شده‌است.